# Circa:
Circa: ist eine englisch-amerikanische Progressive-Rock-/AOR-Band. Sie hat bislang vier Studio- und zwei Livealben veröffentlicht.

## Geschichte
Als Yes in der „klassischen“ Besetzung, bestehend aus Jon Anderson, Steve Howe, Chris Squire, Rick Wakeman und Alan White, im Jahr 2004 aufgrund gesundheitlicher Probleme Andersons vorerst auf Eis gelegt wurden, arbeiteten die übrigen Bandmitglieder weiter an Solo- und Nebenprojekten. So war Chris Squire kurzzeitig seiner reformierten 60er-Jahre Band The Syn beigetreten, Alan White rief sein Bandprojekt White ins Leben und Steve Howe ist zu den in Originalbesetzung reformierten Asia zurückgekehrt.
Billy Sherwood, der seit 1990 (Union) mit Chris Squire zusammengearbeitet hatte (im Chris Squire Experiment und bei Conspiracy) und von 1996 bis 2001 Mitglied von Yes gewesen war (auf den Yes-Alben Open Your Eyes und The Ladder zu hören), hatte bereits im Frühjahr 2006 eine erneute Zusammenarbeit mit mehreren Mitgliedern der Gruppe geplant, darunter zunächst auch der ehemalige Yes-Gitarrist Peter Banks.
Während er begann, gemeinsam mit Tony Kaye erste Lieder zu schreiben, traten auch Alan White und Jimmy Haun, den Sherwood bereits in seiner ersten Band Lodgic kennengelernt hatte und der später auch auf dem Yes-Album Union zu hören war, der neuen Formation bei.
Im folgenden Jahr (2007) erschien das Debütalbum Circa: 2007, auf dem auch zwei Lieder enthalten sind, die Sherwood ursprünglich gemeinsam mit Trevor Rabin für Yes geschrieben hatte. Es war in Zusammenarbeit aller Bandmitglieder entstanden, produziert wurde es von Billy Sherwood.
Aus den Aufnahmen des ersten Liveauftritts der Gruppe am 23. August desselben Jahres wurde zudem die DVD CIRCA: LIVE zusammengestellt, die im Februar 2008 erschien. Sie enthält Liveversionen von allen Songs des Debüts und ein 40-minütiges Medley von Songs aus nahezu jedem Yes-Album von Yes (1969) bis The Ladder (1999).
Am 30. Juli 2008 gab die Band bekannt, dass Alan White Circa: verlassen hat. Er wolle sich in der Folge auf seine Stammband Yes konzentrieren. Er wurde durch Jay Schellen ersetzt, der bereits bei Conspiracy und World Trade gespielt hatte. Das erste Album mit Schellen – Circa: HQ – erschien 2009. Es folgte eine gemeinsame Tour mit Bobby Kimball, auf der Stücke von Circa:, Yes und Toto gespielt wurden; daraus erwuchs das gemeinsame Bandprojekt AKA, das später nach einigen Umbesetzungen in Yoso umbenannt wurde. Nach dem Ende von Yoso im Jahr 2011 ersetzten Johnny Bruns (Gitarre) und – nachdem kurzzeitig Ronnie Ciago das Schlagzeug übernommen hatte – Scott Connor die ehemaligen Circa:-Mitglieder Jimmy Haun und Jay Schellen, die sich auf andere Projekte konzentrieren wollten. In dieser Besetzung erschien noch 2011 das dritte Studioalbum And So On.
2012 übernahm Rick Tierney den Bass.

## Stil
Circa: spielen melodischen Rock mit AOR-Einschlag. Die Lieder der Band sind zwischen einer und über zehn Minuten lang, was durchaus genretypische Längen sind. Der musikalische Stil der Band ist mit Conspiracy vergleichbar: Auch hier finden sich mehrstimmige Gesangsarrangements und nur spärliche Progressive-Rock-Elemente. Ebenfalls lassen sich Vergleiche mit anderen Bands und Alben ziehen, an denen Sherwood beteiligt war und ist.

## Diskografie
- 2007 • Circa: 2007 (CD)
- 2008 • Circa: Live (DVD)
- 2009 • Circa: HQ (CD)
- 2011 • And So On (CD)
- 2013 • Live from Here There & Everywhere (CD)
- 2016 • Valley of the Windmill (CD)